# Temporada 2012 de FABB
La Temporada 2012 de FABB fue una Temporada de Flag Football cancelada de Football Americano Bahía Blanca, en la cual los 2 equipos iban a competir entre sí por un torneo de 5 partidos.

## Votaciones de los equipos
Desde el lunes 5 de marzo hasta el miércoles 7 de marzo de 2012 se realizó una votación en la cual los integrantes de Football Americano Bahía Blanca propusieron diferentes nombres para la creación de los equipos que iban a participar de esta Temporada 2012 de FABB, y los resultados fueron los siguientes:

Total de votos: 36.
Votos anulados: 14.
Votos admitidos: 22.

1. Galgos: 14 votos.
2. Centauros: 7 votos.
3. Pitbulls: 1 voto.

Solo los 2 más votados iban a participar de la Temporada, por lo tanto Galgos y Centauros ganaron su lugar dentro de FABB.

## Tazón de la Independencia
Con motivo de celebración del Día de la Independencia Argentina, se programó para el 9 de julio de 2012 un partido previo a la temporada regular.
Debido a los cambios que aparecieron en la ciudad de Bahía Blanca durante los meses que abarcaron desde abril hasta las últimas semanas de junio, se decidió, antes de la Offseason, postergar las actividades hasta que la Subsecretría de Deportes consiga nuevo Director y se logre continuar con las obras. Esto ocasionó la duda de si iba a terminar a tiempo para el 9 de julio, que así fue, sin embargo el partido conmemoración se jugó el 24 de junio, poco más de dos semanas antes a la fecha.
Ahora sobra una incógnita: Si se podía realizar de todas formas aún sin la debida organización, ¿Por qué no se esperó hasta la fecha indicada? Esto se explica con la poca capacidad de llamar la atención sin una buena publicidad como la que se provee si la Municipalidad está de por medio. El 9 de julio es una fecha muy cercana a las vacaciones de invierno, y muchas personas ya están de vacaciones en esa fecha, así que se buscó un día que traiga la mayor cantidad de gente interesada para que puedan asistir, teniendo en cuenta que en ese momento FABB era muy poco reconocido, casi ignorado. No se usaron los nombres votados por los cambios mencionados.
| Equipo A | 0  | 7  | 7 | 0 | 14 |
| Equipo B | 14 | 14 | 7 | 7 | 42 |

## Cancelación de la Temporada
Debido a la cantidad de paros de SUTEBA que atrasaron la 2° Conferencia Anual de Flag Football 2012 hasta su cancelación, se llegó a la imposibilidad de jugar un Torneo por la falta de personas para jugarlo. Pero con el auspicio de la Municipalidad de Bahía Blanca, el año siguiente (2013) se llevará a cabo con más tiempo disponible lo que no se pudo realizar en esta ocasión.
- Datos: Q6141387